# اواراکوی

اوواراکوی شهری در شهرستان سانابا در استان بانوا در بورکینافاسوی غربی است و جمعیت آن ۵۴۹ نفر است.